# Venta

A Venta-vízesés Kuldīgánál

A Venta folyó Litvániában és Lettországban.
A folyó mentén elterülő nagyobb városok Litvániában Mažeikiai, Lettországban Kuldīga és Ventspils. Legjelentősebb mellékfolyója az Abava. Kuldīga mellett, az egyébként kis esésű folyón van Európa talán legszélesebb vízesése, a Venta-vízesés. A vízesés magassága mindössze 1,6–2,2 m, szélessége viszont közel 270 m.